# Гординя

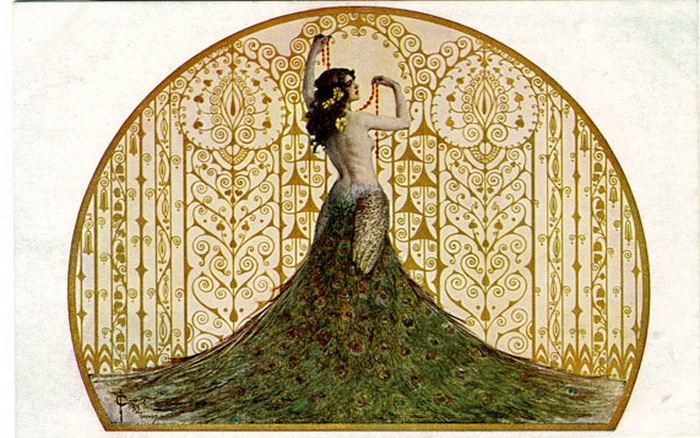
Картина С. Соломко «Зверхність»

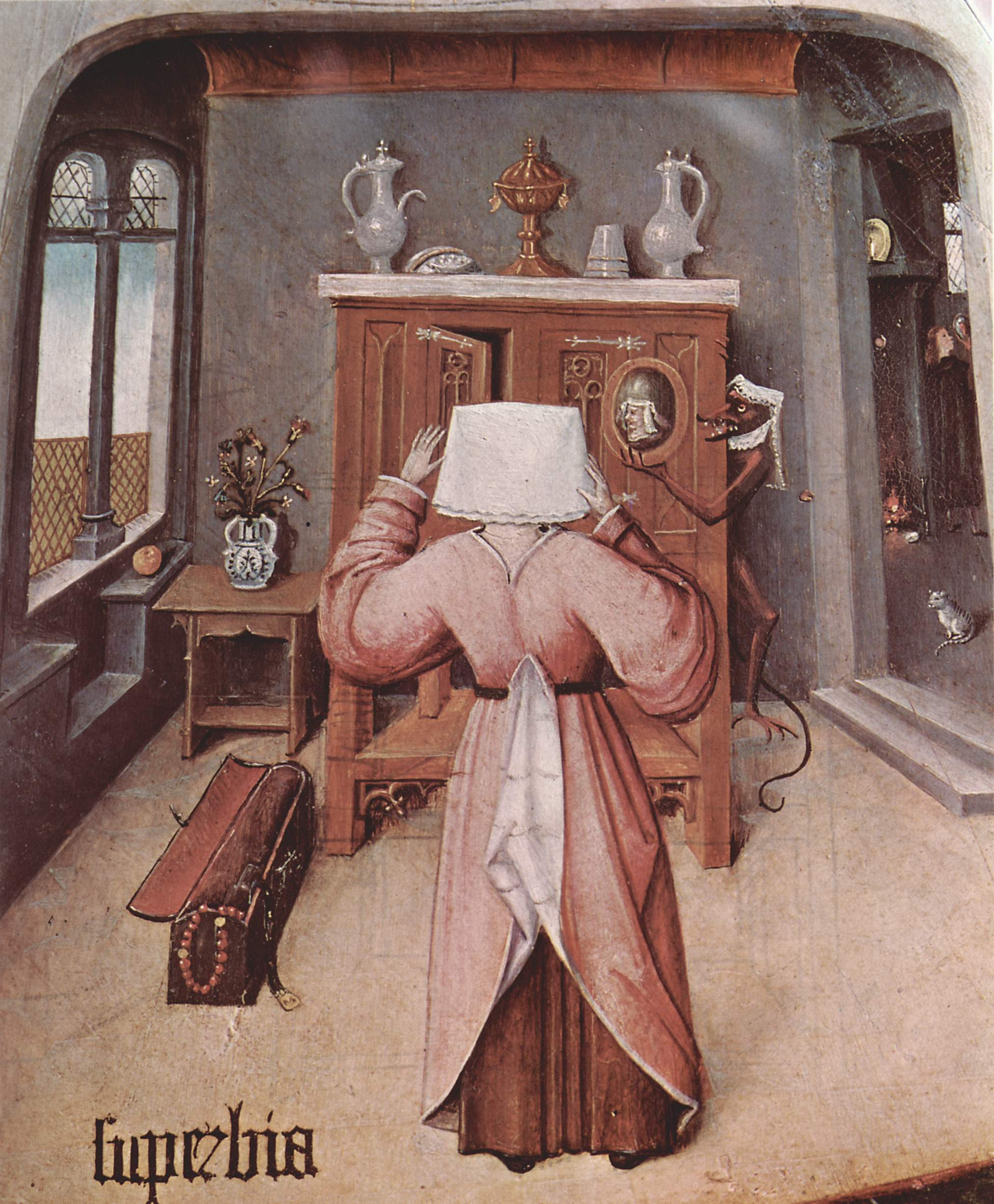
Ієронімус Босх або Єронім Босх (1450), «Гординя» (Superbia). З колекції Музео дель Прадо, Мадрид, Іспанія

Горди́ня,погорда — неналежне почуття власної вищості, кращості за інших; завищена самооцінка, пиха, бундючність. Перший і найголовніший зі смертних гріхів у християнстві.

## Християнське трактування гордині

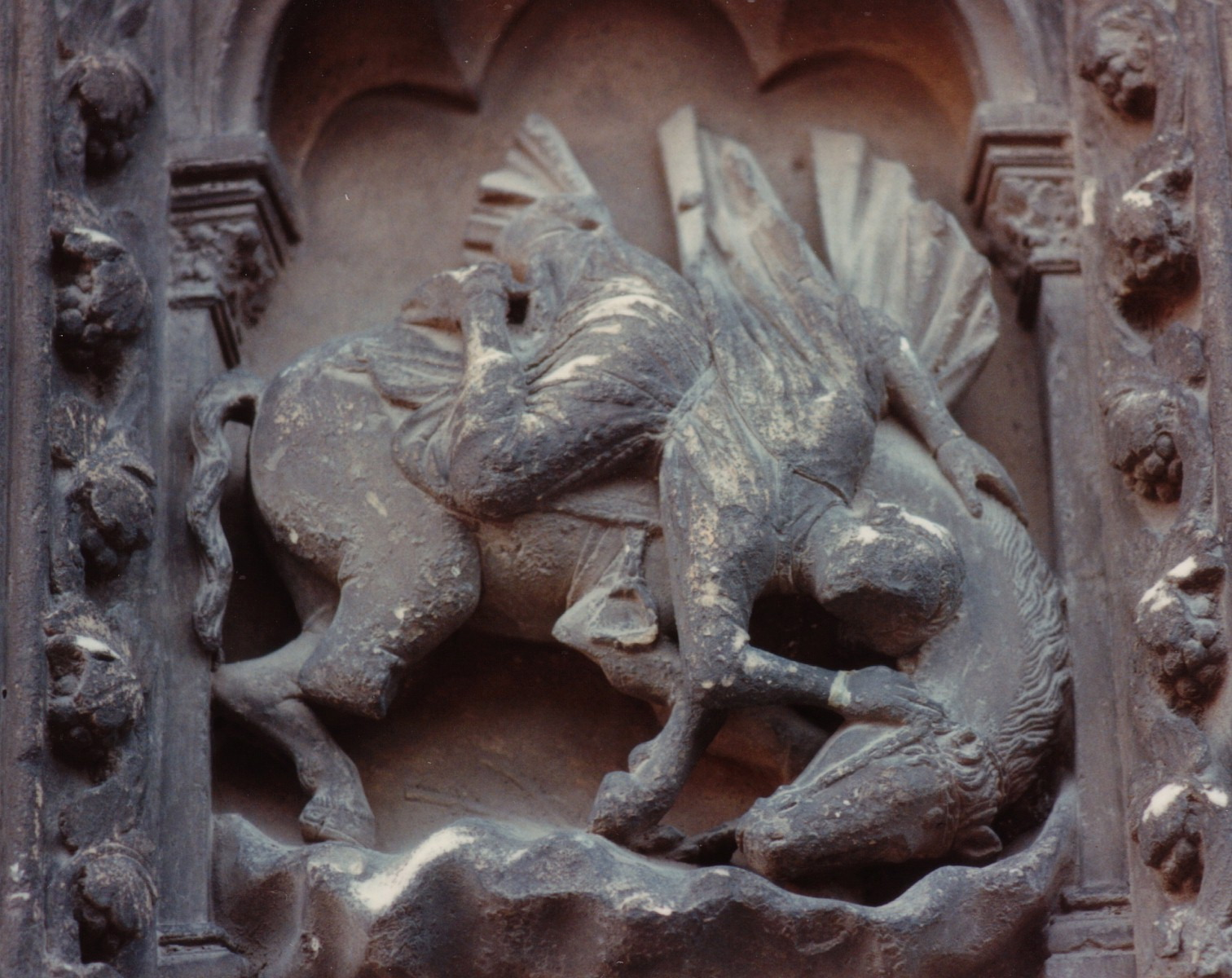
Зображення гордості на південній стіні кафедрального собору в м. Шартр, Франція

Один з найвідоміших сучасних католицьких філософів Америки Пітер Кріфт пише: "Гординя — найбільший гріх. Вона походить не зі світу плоті, а від диявола. Вона походить з пекла. Вона була першим гріхом диявола, мабуть єдиний гріх, можливий для чистого духа… Гординя була теж первинним гріхом Адама, бажанням бути подібним до Бога, понад законом, а не скоріш під ним. Це перший і найбільший гріх, тому що вона є порушенням першої і найбільшої заповіді: «Нехай не буде в тебе інших богів переді Мною». Гординя ставить себе перед Богом. Гординя любить себе всім своїм серцем і душею, і розумом, і міццю скоріш, ніж Бога. Святий Августин в «Місті Бога» каже, що кожен у світі належить до двох «міст»: Міста Бога, котре складається з «усіх хто любить Бога до зневаги до себе», або Міста Світу, хто «любить себе до зневаги Бога». Письменник К. С. Л'юїс ловить думку Августина в «Великому Розлученні»: «Є два типи людей в кінці: ті хто говорить до Бога: «Нехай буде воля Твоя» і ті, кому Бог говорить: «Нехай буде твоя воля». Це те, що Карл Ранер називає фундаментальним вибором, будучи за або проти Бога. Бог є джентльменом і поважає наш фундаментальний вибір.
Пітер Кріфт продовжує: "Гординя є найбільшим гріхом бо вона — живуче серце всіх гріхів. Кожен гріх говорить до Бога, «нехай буде моя воля». Гординя виключає не тільки Бога, але і ближнього, Христове тіло, а також Христа. Бо може бути лише один Номер Один. Гординя по своїй суті є конкуренційною… Гординя не є перш за все думанням занадто високо про себе, тому що вона не є перш за все думанням, а хотінням, так само як смирення не є думанням про себе у низький спосіб, але недуманням про себе взагалі…Гординя не є задоволенням від похвали, хочучи задовольнити інших (батьків, друзів, Бога). Це теж вказує на смирення. Прикладами гордості не є кінозірки, скоріше диктатори. Кінозірки є марнославними; диктатори є гордими. Гординя по суті є хтивістю за владою, і це набагато поширеніше, аніж диктатори. К'єркегаард сказав: «Якби я мав покірного слугу, котрий, коли б я попросив його про склянку води, він приніс би мені замість цього чашу зі сумішшю найкращих вин у світі, я би його звільнив — щоби навчити його, що правдива насолода полягає в отриманні свого хотіння.» Пісню, що співають усі в пеклі є гімном для гордості: «Я зробив так як я хотів».
«Але влада є новим суммум бонум, новим ідеалом західної цивілізації. Ще від зорі сучасної ери в Ренесансі (тобто Занепаді) і Просвіті (тобто Затемненні), наша цивілізація перенаправляла дедалі більше свого духовного інтересу та енергії геть від традиційної цілі пристосування душі до Бога, але до нової цілі пристосування світу до бажань душі…від грання ролі творіння до грання ролі Бога, від смирення до гордості… Фундаментальною метою нашої цивілізації є мета гордості» — підсумовує Бостонський філософ-католик Кріфт у розділі «Убогі духом проти Гордих Серцем» своєї книги «Назад до Чесноти». На ці слова Фрідріх Ніцше тільки сміявся би досхочу: він вказував на занепад гордості у сучасному світі.

### Гординя— початок гріха
Бо кожен, хто підноситься, буде понижений.
Більшість давніх церковних письменників говорять, що Адам впав за гордості: «Там, де сталося гріхопадіння, там перед тим поселилась Гординя, — говорить преподобний Іоан Листвинчик. — Кара гордому — падіння, досадник же демон… Від одної цієї пристрасті без всякої іншої дехто (диявол) спав з неба».
Про це говорить і преподобний Симеон Новий Богослов: «Еосфор, а вслід за ним і Адам, один будучи ангелом, а інший — людиною, вийшли зі своєї природи і, загордившись перед Своїм Творцем, самі захотіли стати богами».
Російський православний єпископ Австрії Іларіон Алфєєв (доктор Оксфорду та представник Московського Патріархату при Європейському Союзі) у Вступі в Православне Догматичне Богослів'я пише: «Гординя — стіна між людиною і Богом. Корінням гордості є егоцентризм, зверненість на себе, самолюбство, самохтивість. До гріхопадіння єдиним об'єктом любові людини був Бог, але ось появилась цінність поза Богом — дерево видалося добрим для їжі, приємним для очей і привабливим (Книга Буття 3:6) — і вся ієрархія зазнає краху: на першому місці стає моє „я“, на другому — предмет власного пожадання. Для Бога місця не залишається: Він забутий, вигнаний зі життя».
Фома Аквінський ще в 13-му столітті писав: «Еклезіаст говорить: 'Всі гріхи починаються з гордості.' Ясно, що автор говорить про неврівноважену любов своєї власної важливості, оскільки він додає: 'Бог перевертає трони гордих князів' і присвячує практично цілий розділ цій темі…Намір починається з цілі і, оскільки ціллю набуття земних благ є досягнення відзначеності та важливості, з цієї точки зору гординя чи бажання бути важливим є стартовим пунктом всіх гріхів».

## Цитати про Гординю з Нового Енциклопедичного Словника Вебстера
- «Гординя — початок гріха» — Ісус, син Сіраха (бл. 190 до н. е.) Книга Ісуса, сина Сірахова
- «Гординя, Заздрість, Жадібність — це іскри, що підпалювали серця всіх людей.» — Данте (1256—1321) Пекло.
- «Готовність з якою ми допускаємо вину чи визнаємо слабість може бути лише нашою гордістю, що маскується як смирення.» — Оскар Гаммлінг (1890-?).
- «В гордості, в осмисленій гордості, лежить наша помилка; Всі покидають їхню сферу, і спішать в небеса! Гординя ще прагне до осель преподобних, Люди були б ангелами, Ангели були б богами.» — Александр Поуп (1688—1744) Нарис про Людину.
- «Війна — дитина гордості, і Гординя — дитина багатств.» — Джонатан Свіфт (1667—1745) Битва Книг.
- «Гординя йде пред руйнуванням і возвишений дух перед падінням.» — Старий Заповіт: Приповісті 16:18